# Adelphi Records
Adelphi Records is een Amerikaans platenlabel voor onder meer jazz, blues, folk, gospel en wereldmuziek. Het werd in 1968 opgericht door Gene en Carol Rosenthal en is nog steeds actief. Het label is nu gevestigd in Silver Spring.
Artiesten die op het label uitkwamen zijn onder meer Phil Woods, Lenny Breau, Otis Rush, R.L. Burnside, Roy Buchanan, Mississippi John Hurt, Skip James, Little Brother Montgomery, Furry Lewis, Yellowman en Toots & the Maytals.